# Agnes von Konow
Agnes von Konow, född 5 mars 1868, död 15 maj 1944, var en finländsk djurskyddsaktivist. Hon var en ledargestalt inom den samtida djurskyddsrörelsen.